# Thảm sát München
Thảm sát München là tên gọi thường được gán cho vụ tấn công xảy ra tại Thế vận hội Mùa hè 1972 ở München, Bayern, phía nam Tây Đức, khi 11 thành viên đội tuyển Olympic Israel bị bắt làm con tin và cuối cùng bị giết hại, cùng với một sĩ quan Đức, bởi nhóm tháng Chín Đen Palestine. Ngay sau khi cuộc khủng hoảng diễn ra, những kẻ bắt con tin đã yêu cầu thả 234 tù nhân bị giam giữ trong các nhà tù tại Israel, và thả những người sáng lập (Andreas Baader và Ulrike Meinhof) phái Hồng quân Đức, những người bị giam giữ trong nhà tù của Đức. Tháng 9 Đen gọi chiến dịch này là "Ikrit và Biram", theo tên hai ngôi làng Thiên Chúa giáo Palestine nơi những cư dân đã bị trục xuất bởi Haganah năm 1948.
Rõ ràng những kẻ tấn công đã được sự hỗ trợ hậu cần của những kẻ phát xít mới ở Đức. Năm trong tám thành viên tháng 9 Đen đã bị cảnh sát tiêu diệt trong nỗ lực giải cứu. Ba tên còn sống bị bắt giữ, nhưng sau này đã được Tây Đức thả ra sau khi tháng Chín Đen cướp một chiếc máy bay chở khách của Lufthansa. Israel phản ứng với việc những tên giết người được thả bằng cách tung ra chiến dịch mùa xuân tuổi trẻ và chiến dịch sự phẫn nộ của Chúa trời, trong đó tình báo và các lực lượng đặc biệt của Israel đã theo dõi và tiêu diệt một cách có hệ thống những người Palestine bị nghi có liên quan tới vụ thảm sát.

## Mở đầu
Ở thời điểm diễn ra vụ bắt cóc con tin, Olympics München năm 1972 bắt đầu đi vào tuần thứ hai. Ủy ban Tổ chức Olympic Tây Đức khuyến khích một không khí cởi mở và thân thiện bên trong Làng Olympic, để xóa đi những kỷ niệm quân phiệt về nước Đức thời chiến tranh và, đặc biệt là về Olympics Berlin năm 1936, sự kiện đã bị trùm Phát xít Adolf Hitler lợi dụng cho những mục đích tuyên truyền.
Bộ phim tài liệu One Day in September cho rằng an ninh trong làng của các vận động viên được thả lỏng có chủ đích và rằng các vận động viên thường vào và ra mà không cần phải trình giấy tờ chuẩn.
Nhiều vận động viên không đi qua cửa chính, mà trèo qua rào bao quanh làng.
Sự vắng mặt của những nhân viên vũ trang đã làm trưởng đoàn Israel là Shmuel Lalkin lo ngại thậm chí trước khi đoàn của ông tới Munich. Trong những cuộc phỏng vấn sau này với các nhà báo Serge Groussard và Aaron Klein, Lalkin nói rằng ông cũng đã bày tỏ lo ngại với những cơ quan liên quan về nơi ở của đoàn mình. Đoàn Israel được bố trí trong một phần khá tách biệt tại Làng Olympic, tại tầng một của một tòa nhà nhỏ gần cổng, mà Lalkin thấy khiến đoàn mình rất dễ bị tấn công từ bên ngoài. Chính quyền Đức rõ ràng đã thuyết phục Lalkin rằng an ninh sẽ được cử tới để bảo vệ đoàn Israel, nhưng Lalkin nghi ngờ rằng những biện pháp an ninh tăng cường này không bao giờ được thực hiện.
Những nhà tổ chức Olympic đã yêu cầu chuyên gia tâm lý tội phạm Georg Sieber đặt ra 26 tình huống khủng bố để giúp họ lập kế hoạch an ninh. "Tình huống 21" của ông đã dự báo chính xác việc những người Palestine có vũ trang xông vào nơi ở của đoàn Israel, giết người và bắt con tin, và yêu cầu Israel thả tù nhân và một máy bay để rời Đức. Những người tổ chức đã không chịu chuẩn bị cho Tình huống 21 cũng như các kịch bản khác, bởi việc tăng cường canh gác cho sự kiện có thể trái với mục tiêu "Carefree Games" mà không cần an ninh.

### Nhận thức của Đức về vụ tấn công
Tờ báo Đức Der Spiegel đã viết một câu chuyện trang đầu trong năm 2012 rằng chính quyền Đức đã nhận được một lời cảnh báo từ một nguồn tin Palestine ở Beirut ba tuần trước vụ thảm sát. Nguồn tin nói với Đức rằng người Palestine đang lập kế hoạch cho một "vụ việc" tại Olympic và Bộ ngoại giao tại Bonn coi lời cảnh báo này là đủ nghiêm trọng để chuyển nó cho cảnh sát mật tại Munich và hối thúc rằng cần thực hiện "mọi biện pháp an ninh cần thiết". Tuy nhiên, theo Der Spiegel, chính quyền đã không phản ứng trước tin này, và đã không bao giờ thừa nhận nó trong 40 năm sau đó. Tờ báo còn thêm rằng đây chỉ là một phần của vụ che giấu dài 40 năm của chính quyền Đức về việc xử lý kém trong vụ thảm sát.

## Bắt giữ con tin

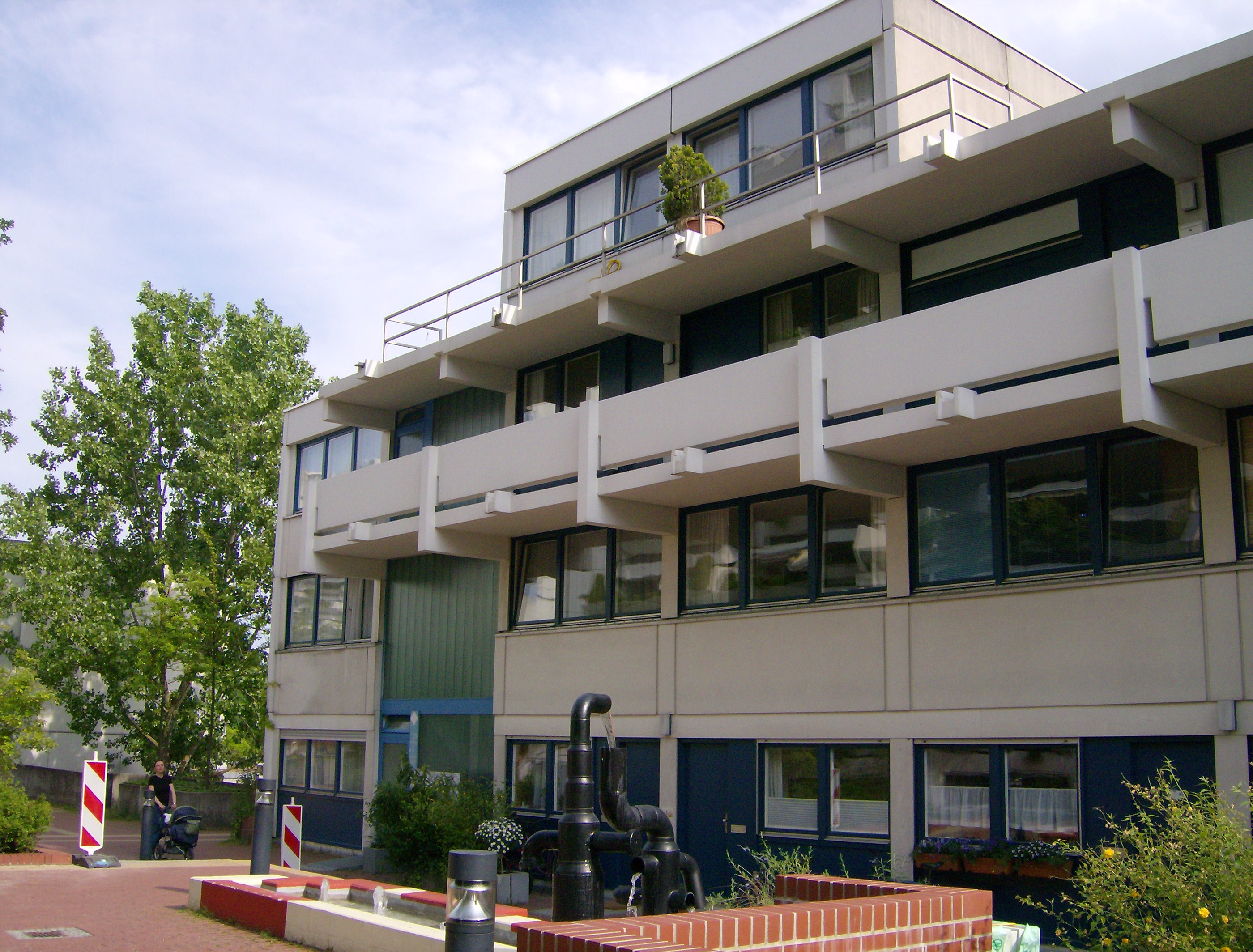
Địa điểm nơi những con tin bị bắt giữ vẫn hầu như không thay đổi ngày nay. Cửa sổ Căn hộ 1 ở phía trái và bên dưới ban công.

Buổi tối ngày 4 tháng 9, các vận động viên Israel vừa có buổi đi chơi bên ngoài, xem một cuộc trình diễn Fiddler on the Roof và ăn tối với ngôi sao trong vở diễn, nghệ sĩ người Israel Shmuel Rodensky, trước khi quay về Làng Olympic. Trên chuyến xe buýt trở về, Lalkin từ chối cho phép cậu con trai 13 tuổi, vốn đã làm quen với vận động viên cử tạ Yossef Romano và đô vật Eliezer Halfin, được ở qua đêm trong căn hộ của họ — một sự từ chối vô tình có lẽ đã giúp cậu bé giữ được tính mạng. Lúc 4:30 sáng giờ địa phương ngày 5 tháng 9, khi các vận động viên đang ngủ, tám thành viên tháng 9 Đen mặc quần áo trùm rộng mang theo các túi đồ đựng súng tấn công AKM, súng lục Tokarev pistols, và lựu đạn trèo qua hàng rào cao hai mét với sự giúp đỡ của những vận động viên không hề nghi ngờ họ là những kẻ đột nhập vào Làng Olympic. Các vận động viên này ban đầu bị xác định là người Mỹ, nhưng nhiều thập kỷ sau đã được xác định là người Canada. Khi đã vào trong, họ dùng chìa khóa ăn trộm để vào hai tòa nhà nơi đội tuyển Israel đang ở tại 31 Connollystraße.
Yossef Gutfreund, một trọng tài môn vật, bị đánh thức bởi một âm thanh như tiếng cào nhẹ vào cánh cửa Căn hộ 1, nơi các huấn luyện viên và quan chức đoàn Israel ở. Khi tới xem, ông thấy cánh cửa bắt đầu mở và những người đàn ông đeo mặt nạ mang súng đứng phía bên kia. Ông hét lên cảnh báo cho những bạn cùng phòng và dùng thân mình nặng tới 300 lb. (135 kg) để chắn cửa trong cố gắng vô ích chặn những kẻ xâm nhập bước vào. Hành động của Gutfreund giúp người bạn cùng phòng của ông, huấn luyện viên cử tạ Tuvia Sokolovsky, có đủ thời gian đập vỡ một cánh cửa sổ và thoát ra. Huấn luyện viên vật Moshe Weinberg đánh nhau với những kẻ đột nhập. Ông bị bắn xuyên má và sau đó bị buộc phải giúp những kẻ đột nhập tìm thêm các con tin khác. Dẫn những kẻ đột nhập qua Căn hộ 2, Weinberg nói dối với họ rằng những người sống trong đó không phải người Israel. Thay vào đó, Weinberg dẫn chúng tới Căn hộ 3, nơi các tay súng bắt được sáu vận động viên vật và cử tạ khác làm con tin. Có lẽ Weinberg hy vọng rằng những vận động viên khỏe mạnh này sẽ có cơ hội lớn hơn trong việc chống trả những kẻ tấn công, nhưng tất cả họ đều bị bất ngờ vì còn đang ngủ.
Khi những vận động viên từ Căn hộ 3 bị đưa về căn hộ của các huấn luyện viên, Weinberg đang bị thương một lần nữa lại tấn công những tay súng, cho phép một trong những vận động viên vật, Gad Tsobari, bỏ chạy qua gara ngầm dưới đất. Weinberg vạm vỡ hạ bất tỉnh một kẻ đột nhập và chém tên kia bằng một con dao gọt hoa quả trước khi bị bắn chết. Vận động viên cử tạ Yossef Romano, một cựu chiến binh trong cuộc chiến tranh sáu ngày, cũng tấn công và làm bị thương một trong những kẻ đột nhập trước khi bị bắn chết.
Các tay súng còn lại với chín con tin. Gồm, ngoài Gutfreund, huấn luyện viên bắn súng Kehat Shorr, huấn luyện viên điền kinh Amitzur Shapira, trưởng bộ môn đánh kiếm Andre Spitzer, trọng tài môn cử tạ Yakov Springer, các vận động viên vật Eliezer Halfin và Mark Slavin, và các vận động viên cử tạ David Berger và Ze'ev Friedman. Berger là một người Mỹ có hai quốc tịch; Slavin, 18 tuổi con tin trẻ nhất, chỉ mới tới Israel từ Liên Xô bốn tháng trước khi Olympics bắt đầu. Về thể chất Gutfreund là người to lớn nhất trong các con tin, bị trói vào một chiếc ghế (Groussard miêu tả ông bị trói giống như một xác ướp); những người còn lại được xếp thành hai hàng bốn người trên hai chiếc giường trong phòng của Springer và Shapira, và bị trói ở cổ tay và khuỷu tay rồi lại bị trói vào nhau. Thân thể bị bắn của Romano bị bỏ dưới chân các đồng đội của mình để đe dọa.
Trong số các thành viên đoàn Israel, Giáo sư Shaul Ladany môn đi bộ đã tỉnh giấc trong Căn hộ 2 bởi những tiếng thét của Gutfreund và trốn thoát bằng cách nhảy qua ban công sau đó chạy qua sân sau tòa nhà. Bốn người khác trong Căn hộ 2 (các xạ thủ Henry Hershkowitz và Zelig Stroch, và các vận động viên đấu kiếm Dan Alon và Yehuda Weisenstein), cùng Trưởng đoàn Shmuel Lalkin cùng hai bác sĩ, đã trốn được và sau đó chạy thoát khỏi tòa nhà. Hai thành viên nữ trong đội tuyển Olympic Israel, vận động viên chạy nước rút và vận động viên chạy vượt rào Esther Shahamorov và vận động viên bơi lội Shlomit Nir, được bố trí ở nơi khác trong Làng Olympic. Ba thành viên khác của đội tuyển Olympic Israel, hai thủy thủ và huấn luyện viên của họ trú tại Kiel, 550 dặm (900 km) từ Munich.
Những kẻ giết người sau đó thông báo chúng là một bộ phận của fedayeen Palestine từ các trại tị nạn ở Liban, Syria, và Jordan. Chúng được xác định gồm Luttif Afif (Issa), chỉ huy (ba trong các anh em của Issa được cho là các thành viên của tháng 9 Đen, hai trong số đó đang ở trong các nhà tù của Israel), phó chỉ huy Yusuf Nazzal (Tony), và các thành viên khác Afif Ahmed Hamid (Paolo), Khalid Jawad (Salah), Ahmed Chic Thaa (Abu Halla), Mohammed Safady (Badran), Adnan Al-Gashey (Denawi), và anh/em họ của hắn Jamal Al-Gashey (Samir). Theo tác giả Simon Reeve, Afif, Nazzal và một trong những kẻ đồng mưu đều đã làm việc trong nhiều cơ sở trong Làng Olympic, và đã bỏ vài tuần trinh sát mục tiêu của chúng. Một thành viên của đoàn Olympic Uruguay, cùng sống trong tòa nhà với những người Israel, tuyên bố đã thấy Nazzal bên trong 31 Connollystraße chưa tới 23 giờ trước vụ tấn công, nhưng lúc đó hắn được coi là một công nhân trong làng. Các thành viên khác trong nhóm vào Munich bằng tàu hỏa và máy bay vài ngày trước vụ tấn công. Tất cả các thành viên của đội tuyển Olympic Uruguay và Hồng Kông, cùng ở chung tòa nhà với những người Israel, được thả và không bị thương tích gì trong vụ việc.

## Phản ứng quốc tế
Ngày 5 tháng 9, Golda Meir, thủ tướng Israel ở thời điểm đó, đã kêu gọi các quốc gia khác "cứu các công dân của chúng tôi và lên án những hành động tội ác kinh khủng." Vua Hussein của Jordan — lãnh đạo duy nhất của một quốc gia Ả rập công khai lên án vụ tấn công — gọi nó là một "tội ác man rợ chống lại thường dân ... do những kẻ bệnh hoạn tiến hành."

## Những cuộc đàm phán
Những kẻ bắt giữ con tin yêu cầu thả và cho di chuyển an toàn sang Ai Cập 234 người Palestine và người phi Ả rập đang ở trong các nhà tù của Israel, cùng với hai tên khủng bố người Đức đang bị giam giữ tại Đức, Andreas Baader và Ulrike Meinhof, những người sáng lập phái Hồng quân. Những kẻ bắt giữ con tin ném thi thể Weinberg ra ngoài cửa trước để chứng minh sự kiên quyết của mình. Câu trả lời của Israel là lập tức và kiên quyết: sẽ không có đàm phán. Chính sách chính thức của Israel ở thời điểm đó là từ chối đàm phán với những kẻ khủng bố trong bất kỳ hoàn cảnh nào, bởi theo chính phủ Israel những cuộc đàm phán như vậy sẽ khuyến khích các cuộc tấn công trong tương lai. Đã có thông tin rằng chính quyền Đức, dưới sự lãnh đạo của Thủ tướng Willy Brandt và Bộ trưởng nội vụ Hans-Dietrich Genscher, từ chối đề xuất của Israel gửi một đơn vị lực lượng đặc biệt tới Đức. Bộ trưởng nội vụ bang Bayern Bruno Merk, người đồng chỉ huy trung tâm khủng hoảng với Genscher và cảnh sát trưởng Munich Manfred Schreiber, bác bỏ việc có một đề xuất như vậy từ phía Israel.
Theo nhà báo John K. Cooley, vụ bắt cóc con tin đặt ra một tình thế chính trị khó khăn cho người Đức bởi các con tin là người Do thái. Cooley đã thông báo rằng người Đức đã đề nghị cho người Palestine một lượng tiền không hạn chế để họ thả các vận động viên, hoặc thay thế các con tin bằng những quan chức cao cấp người Đức. Tuy nhiên, những kẻ bắt cóc con tin từ chối cả hai đề xuất trên.
Cảnh sát trưởng Munich Manfred Schreiber và Bruno Merk, Bộ trưởng nội vụ vùng Bavaria, đàm phán trực tiếp với những kẻ bắt giữ con tin, lặp lại đề xuất về một số tiền không hạn chế. Theo Cooley, câu trả lời là "tiền không có ý nghĩa gì với chúng tôi; mạng sống của chúng tôi cũng không có ý nghĩa gì." Magdi Gohary và Mohammad Khadif, cả hai đều là các cố vấn người Ai Cập tại Liên đoàn Ả rập, và A.D. Touny, một thành viên người Ai Cập thuộc Ủy ban Olympic Quốc tế (IOC) cũng giúp tìm cách thuyết phục những kẻ bắt cóc con tin nhượng bộ, nhưng không thành. Tuy nhiên, những nhà đàm phán rõ ràng đã thuyết phục được fedayeen rằng các yêu cầu của chúng đang được xem xét, bởi Issa đã năm lần lùi thời hạn chót. Ở những nơi khác trong làng, các vận động viên vẫn tiếp tục như bình thường, dường như không biết tới các sự kiện đang xảy ra gần đó. Cuộc thi Olympic tiếp tục diễn ra cho tới khi áp lực ngày càng tăng của IOC buộc nó ngừng lại 12 giờ sau khi vận động viên đầu tiên bị giết hại. Vận động viên marathon người Mỹ Frank Shorter, quan sát các sự kiện đang diễn ra từ căn hộ anh ta đang ở gần đó, được cho là đã nói, "Hãy tưởng tượng những con người tội nghiệp đang ở đó. Mỗi năm phút một thằng điên với súng máy lại nói, 'Giết chúng đi,' và một người nào khác lại nói, 'Không, hãy đợi thêm chút nữa.' Bạn có thể chịu đựng điều đó trong bao lâu?"

Các con tin người Israel Kehat Shorr (trái) và Andre Spitzer (phải) nói chuyện với các quan chức người Đức trong vụ khủng hoảng con tin.

Ở một thời điểm trong vụ khủng hoảng, những nhà đàm phán đã yêu cầu tiếp xúc trực tiếp với các con tin để biết rõ rằng họ vẫn còn sống. Huấn luyện viên đấu kiếm Andre Spitzer, người nói thành thạo tiếng Đức và huấn luyện viên bắn súng Kehat Shorr, thành viên cao cấp trong đoàn Israel, đã có một cuộc nói chuyện ngắn với các quan chức Đức từ cửa sổ tầng hai tòa nhà đang bị phong tỏa, với hai kẻ bắt con tin chĩa súng vào người họ. Khi Spitzer cố trả lời một câu hỏi, vị huấn luyện viên đánh bằng báng súng AK-47 trước sự chứng kiến của toàn bộ các phóng viên quốc tế và bị kéo khỏi cửa sổ. Vài phút sau, Hans-Dietrich Genscher và Walter Tröger, thị trưởng Làng Olympic, được cho phép vào các căn hộ một thời gian ngắn để nói chuyện với các con tin. Tröger nói mình rất cảm động trước thái độ đàng hoàng của những người Israel và rằng họ dường như sẽ cam chịu số mệnh. Ông cũng lưu ý rằng nhiều con tin, đặc biệt là Gutfreund, cho thấy có những dấu hiệu bị tra tấn trong tay những kẻ bắt cóc, và rằng David Berger đã bị bắn vào vai trái. Khi được đội giải quyết khủng hoảng thẩm vấn, Genscher và Tröger nói rằng họ đã thấy "bốn hay năm " kẻ tấn công bên trong căn hộ. Con số đó đã được chấp nhận coi là đúng. 
Khi Genscher và Tröger nói chuyện với các con tin, Kehat Shorr đã nói với họ rằng những người Israel sẽ không phản đối việc bay sang một quốc gia Ả rập, với điều kiện có những biện pháp đảm bảo an ninh chặt chẽ cho họ từ phía Đức và bất kỳ quốc gia nào họ sẽ tới.
Lúc 04.30 tối, một nhóm nhỏ cảnh sát Đức được phái tới Làng Olympic. Mặc trang phục Olympic và mang theo súng máy hạng nhẹ, họ là những thành viên của cảnh sát biên phòng Đức, với kế hoạch thâm nhập theo đường ống thông gió và giết những kẻ khủng bố. Các cảnh sát vào vị trí và chờ đợi mật hiệu "Ánh nắng", và ngay khi nghe thấy nó, họ bắt đầu tấn công. Cùng lúc, những đội truyền hình quay lại những hành động của họ từ các căn hộ Đức, và phát sóng trực tiếp trên vô tuyến. Vì thế, những kẻ khủng bố đã thấy được cảnh sát chuẩn bị tấn công. Cảnh phim cho thấy một trong những kẻ bắt cóc con tin nhòm ra từ cửa ban công trong khi một trong các cảnh sát đứng trên mái chỉ cách đó chưa tới 6 foot . Cuối cùng, sau khi Issa đe dọa giết hai con tin, cảnh sát rút lui khỏi tòa nhà.
Lúc 6 chiều giờ Munich, những người Palestine đưa ra một tuyên bố mới, yêu cầu được đưa tới Cairo.

## Giải cứu thất bại

### Kế hoạch phục kích
Chính quyền đã vờ đồng ý với yêu cầu di chuyển tới Cairo, (dù Thủ tướng Ai Cập Aziz Sedki đã nói với chính quyền Đức rằng người Ai Cập không muốn dính dáng tới vụ khủng hoảng con tin), và vào lúc 10:10 tối một chiếc xe buýt cho các con tin và những kẻ khủng bố từ 31 Connollystraße tới hai chiếc trực thăng quân sự Bell UH-1, để chuyển họ tới Fürstenfeldbruck, một căn cứ không quân của NATO gần đó. Ban đầu, kế hoạch của những kẻ khủng bố là đi tới Riem, sân bay quốc tế gần Munich, nhưng những nhà đàm phán thuyết phục chúng rằng đi tới Fürstenfeldbruck sẽ dễ dàng hơn. Những người giải cứu con tin, đi trước các con tin và bọn khủng bố tháng 9 Đen trong một trực thăng khác, đã có một động thái bí mật: họ bố trí một đội tấn công vũ trang tại sân bay.
Năm tay súng bắn tỉa Đức được lựa chọn để phục kích những kẻ bắt cóc con tin đã được chọn bởi họ đã có kết quả tốt trong cuộc cạnh tranh vào cuối tuần. Trong một cuộc điều tra sau đó của Đức, một sĩ quan được gọi là "Tay súng số 2" đã nói: "Theo ý tôi, tôi không phải là một thiện xạ." Năm tay súng bắn tỉa được bố trí quanh sân bay — ba trên mái tháp điều khiển, một nấp sau xe tải dịch vụ và một sau một tháp tín hiệu nhỏ ngang tầm mặt đất — nhưng không ai trong số họ từng được huấn luyện đặc biệt. Các thành viên đội giải quyết khủng hoảng — Schreiber, Genscher, Merk và người phó của Schreiber là Georg Wolf — chỉ huy và quan sát nỗ lực giải cứu từ tháp điều khiển sân bay. Cooley, Reeve và Groussard và lãnh đạo Mossad Zvi Zamir và Victor Cohen, một trong các trợ lý cấp cao của Zamir cũng có mặt, nhưng chỉ ở vị trí quan sát. Zamir đã nhắc đi nhắc lại trong những cuộc phỏng vấn sau đó rằng ông chưa từng được người Đức tư vấn vào bất kỳ lúc nào trong nỗ lực giải cứu và rằng ông nghĩ sự có mặt của mình chỉ làm những người Đức cảm thấy không thoải mái.
Một chiếc phản lực Boeing 727 đậu trên đường băng với năm hay sáu cảnh sát vũ trang Đức ăn mặc như những thành viên phi hành đoàn. Hai bên thỏa thuận rằng Issa và Tony sẽ kiểm tra máy bay. Kế hoạch là người Đức sẽ ra tay khi chúng lên máy bay, giúp cho những tay súng bắn tỉa có cơ hội giết những kẻ khủng bố còn lại tại các máy bay trực thăng. Những kẻ còn lại được cho sẽ chỉ gồm hai hay ba tên, theo những điều mà Genscher và Tröger đã quan sát thấy bên trong 31 Connollystraße. Tuy nhiên, trong quá trình chuyển từ xe buýt sang trực thăng, đội giải quyết khủng hoảng thấy thực tế chúng có tám tên.

### Thất bại
Vào phút cuối cùng, khi các máy bay đang tới Fürstenfeldbruck, cảnh sát Đức trên máy bay đồng ý hủy bỏ sứ mệnh, mà không tư vấn với trung tâm chỉ huy. Điều này khiến chỉ có năm tay súng bắn tỉa phải trấn áp số lượng khủng bố lớn hơn và được vũ trang mạnh hơn. Vào thời điểm đó, Đại tá Ulrich Wegener, trợ lý cao cấp của Genscher và sau này là người thành lập đơn vị chống khủng bố chuyên nghiệp của Đức GSG 9, nói "Tôi chắc rằng nó sẽ làm nổ tung cả vụ!"
Các máy bay trực thăng hạ cánh ngay sau 10:30 tối và bốn phi công cùng sáu tên bắt cóc xuất hiện. Trong khi bốn tên khủng bố tháng 9 Đen chĩa súng vào các phi công (phá vỡ lời hứa trước đó rằng chúng sẽ không bắt con tin Đức nào), Issa và Tony đi kiểm tra chiếc máy bay, và thấy nó trống rỗng. Nhận ra mình bị lừa vào tròng, chúng chạy lại phía các máy bay trực thăng. Khi chúng chạy qua tháp không lưu, Tay súng số 3 có cơ hội cuối cùng và hạ Issa, khiến nhóm khủng bố không còn kẻ chỉ huy. Tuy nhiên, vì ánh sáng kém, anh ta khó thấy mục tiêu và bắn trượt vào bắp đùi của Tony. Cùng lúc đó, chính quyền Đức ra lệnh cho các tay súng bắn tỉa xung quanh nổ súng, sự việc diễn ra khoảng lúc 11:00 tối.
Trong tình trạng hỗn loạn sau đó, hai trong những kẻ khủng bố (Ahmed Chic Thaa và Afif Ahmed Hamid) đang giữ các phi công trực thăng bị bắn hạ, và các tay súng còn lại (một hay hai tên trong số đó có thể đã bị thương) trườn tới nơi an toàn, bắn trả từ phía sau và bên dưới chiếc trực thăng, ngoài tầm bắn của các tay súng bắn tỉa, bắn hỏng nhiều bóng đèn ở sân bay. Một cảnh sát Đức tại tháp điều khiển, Anton Fliegerbauer, thiệt mạng. Các phi công trực thăng bỏ chạy: các con tin, bị trói bên trong máy bay không thể thoát ra. Trong cuộc đấu súng, các con tin đã tìm cách nới lỏng dây trói và người ta đã thấy các vết răng trên một số dây trói sau khi cuộc đấu súng chấm dứt.

### Thảm sát
Người Đức không bố trí các xe bọc thép chở quân từ trước và tới lúc đó họ mới gọi xe để phá vỡ tình huống bế tắc. Bởi các con đường tới sân bay chưa được giải tỏa, các xe bọc thép bị tắc đường và cuối cùng tới được sau nửa đêm. Khi chúng xuất hiện, những kẻ bắt cóc con tin cảm thấy tình huống đang xấu đi cho chúng, và có thể đã sợ hãi với ý nghĩ chiến dịch đã không thành công. Bốn phút sau nửa đêm ngày 6 tháng 9, một trong số chúng (có lẽ là Issa) quay về phía các con tin ở chiếc trực thăng phía đông và bắn thẳng vào họ bằng súng AK. Springer, Halfin và Friedman bị bắn chết lập tức; Berger, bị dính hai viên đạn vào chân, được cho là còn sống sau vụ tấn công lần đầu (bởi việc mổ tử thi sau này cho thấy ông bị chết vì ngạt khói). Những kẻ tấn công sau đó rút chốt một quả lựu đạn và ném nó vào buồng lái; vụ nổ sau đó đã phá hủy chiếc trực thăng và thiêu cháy những người Israel bị trói bên trong.
Sau đó Issa chạy qua đường băng và bắt đầu bắn vào cảnh sát, họ bắn trả và giết chết hắn. Một tên khác, Khalid Jawad, tìm cách chạy trốn và bị một tay súng bắn tỉa khác bắn hạ. Điều xảy ra với các con tin còn lại vẫn còn bị tranh cãi. Một cuộc điều tra của cảnh sát Đức cho thấy một trong những tay súng bắn tỉa và vài con tin có thể đã bị bắn bởi cảnh sát. Tuy nhiên, một cuộc tái hiện bản báo cáo của công tố viên Bavaria bị ngăn chặn từ lâu của tạp chí Time Magazine cho thấy một tên khủng bố thứ ba (Reeve xác định là Adnan Al-Gashey) đứng ở cửa chiếc trực thăng phía tây và đã dùng súng máy bắn cả năm con tin còn lại; Gutfreund, Shorr, Slavin, Spitzer và Shapira bị bắn trung bình bốn lần mỗi người. Trong các con tin ở chiếc trực thăng phía đông, chỉ thi thể Ze'ev Friedman là khá nguyên vẹn; ông bị vụ nổ đẩy bắn ra ngoài chiếc trực thăng. Trong một số trường hợp, rất khó xác định nguyên nhân chính xác của cái chết của các con tin ở chiếc trực thăng phía đông bởi phần còn lại của thi thể đã bị đốt cháy tới mức khó nhận dạng trong vụ nổ và vụ cháy diễn ra sau đó.
Ba tên khủng bố còn lại nằm trên mặt đất, một trong số chúng giả chết, và đã bị cảnh sát bắt giữ. Jamal Al-Gashey đã bị bắn vào cổ tay phải, và Mohammed Safady bị thương ở chân. Adnan Al-Gashey hoàn toàn không bị thương. Tony bỏ chạy khỏi đó nhưng đã bị những chú chó cảnh sát phát hiện 40 phút sau trong khu đỗ xe của sân bay. Bị bao vây và tấn công bằng hơi cay, hắn bị bắn chết sau một trận đấu súng ngắn. Tới khoảng 1:30 sáng vụ việc kết thúc.

### Hậu quả
Những tin tức báo cáo ban đầu, được truyền đi khắp thế giới, nói rằng các con tin còn sống, và rằng tất cả những kẻ khủng bố đã bị tiêu diệt. Chỉ sau đó một đại diện của Ủy ban Olympic Quốc tế (IOC) cho rằng "những báo cáo ban đầu quá lạc quan." Jim McKay, đang đưa tin về Olympics năm đó cho ABC, đã nhận việc đưa tin về các sự kiện khi Roone Arledge đưa anh ta tai nghe của mình. Lúc 3:24 sáng, McKay nhận được xác nhận chính thức:
Chúng tôi đã nhận được những tuyên bố cuối cùng ... các bạn biết không, khi tôi còn là một đứa trẻ, cha tôi thường nói "Những hy vọng lớn nhất của chúng ta và những nỗi sợ lớn nhất của chúng ta hiếm khi xảy ra." Nỗi sợ hãi lớn nhất của chúng ta đã diễn ra ngày hôm nay. Bây giờ họ nói rằng có 11 con tin. Hai người thiệt mạng trong phòng buổi sáng hôm qua, chín người bị giết ở sân bay tối nay. Tất cả họ đều thiệt mạng.

### Chỉ trích
Tác giả Simon Reeve, cùng những người khác, viết rằng vụ đấu súng với những thành viên tháng 9 Đen được huấn luyện tốt đã cho thấy sự thiếu chuẩn bị nghiêm trọng từ phía chính quyền Đức. Họ không được chuẩn bị để đối đầu với kiểu tình huống như vậy. Bài học đắt giá này đã trực tiếp dẫn tới việc thành lập, trong chưa tới hai tháng sau đó, lực lượng cảnh sát chống khủng bố GSG 9.
Các tác giả cho rằng chính quyền Đức đã phạm một số sai lầm. Đầu tiên, bởi những giới hạn do hiến pháp Tây Đức thời hậu chiến, quân đội không được tham gia vào các nỗ lực giải cứu, bởi các lực lượng vũ trang Đức không được phép hoạt động bên trong nước Đức vào thời bình. Trách nhiệm hoàn toàn nằm trong tay cảnh sát Munich và chính quyền bang Bavaria.
Nửa giờ trước khi các con tin và những kẻ bắt giữ tới Fürstenfeldbruck mọi người đã biết số lượng chúng lớn hơn con số ước tính ban đầu. Dù có thông tin mới này, Schreiber vẫn quyết định thực hiện chiến dịch giải cứu như kế hoạch ban đầu và thông tin đó không được báo cho các tay súng bắn tỉa bởi họ không có liên lạc bộ đàm. Một yêu cầu cơ bản của các chiến dịch bắn tỉa là phải có đủ tay súng (ít nhất hai cho mỗi mục tiêu đã biết, hay như trong trường hợp này tối thiểu là mười) được triển khai để vô hiệu hóa càng nhiều càng tốt những kẻ tấn công ngay từ loạt đạn đầu.
Tập phim Seconds From Disaster năm 2006 của National Geographic Channel về vụ thảm sát nói rằng các máy bay trực thăng được cho là sẽ đỗ ngang và ở phía tây tháp điều khiển, một cách bố trí sẽ cho phép các tay súng bắn tỉa tầm ngắm rộng khi những kẻ bắt cóc con tin mở cửa trực thăng. Nhưng, các máy bay này lại đỗ đối diện với tháp điều khiển và ở giữa sân bay. Việc này không chỉ giúp những kẻ khủng bố có chỗ nấp sau khi cuộc đấu súng bắt đầu, mà còn khiến Tay súng 1 và 2 nằm trong tầm bắn của ba tay súng bắn tỉa kia trên tháp điều khiển. Hai tay súng bắn tỉa đã không có cơ hội bắn tốt vì vị trí đỗ của những chiếc trực thăng, khiến chỉ còn ba tay súng chống lại tám tên khủng bố được trang bị tốt.
Cũng theo chương trình này, ủy ban giải quyết khủng hoảng quyết định cách thức xử lý vụ việc gồm Bruno Merk (Bộ trưởng nội vụ bang Bavaria), Hans-Dietrich Genscher (Bộ trưởng nội vụ Tây Đức) và Manfred Schreiber (Cảnh sát trưởng Munich); nói cách khác, gồm hai chính trị gia và một chiến thuật gia. Chương trình nói rằng một năm trước Olympics, Schreiber đã tham gia vào việc giải quyết một cuộc khủng hoảng con tin khác (một vụ cướp nhà băng không thành) trong đó ông ta đã ra lệnh một người mang mặt nã bắn một thủ phạm, nhưng hắn chỉ bị thương. Vì thế, những tên cướp đã bắn chết một phụ nữ vô tội và Schreiber đã bị kết tội giết người không chủ đích. Một cuộc điều tra sau đó đã kết luận ông không mắc sai lầm nào, nhưng chương trình cho rằng vụ việc trước đó đã ảnh hưởng tới những quyết định của ông ở cuộc khủng hoảng con tin tại Olympic sau đó.
Như đã được đề cập ở trên, năm tay súng bắn tỉa Đức tại Fürstenfeldbruck không liên hệ radio với nhau (cũng không có liên hệ với trung tâm chiến dịch giải cứu) và vì thế không thể phối hợp hành động. Tiếp xúc duy nhất của những tay súng bắn tỉa với chỉ huy chiến dịch là qua Georg Wolf, người nằm bên cạnh ba tay súng bắn tỉa trên tháp không lưu với những mệnh lệnh trực tiếp cho họ. Hai tay súng nằm dưới mặt đất đã nhận được những mệnh lệnh mơ hồ để nổ súng khi những tay súng khác bắt đầu bắn, và nói chung chỉ tự lo liệu được cho họ.
Ngoài ra, các tay súng bắn tỉa không có trang bị thích hợp cho chiến dịch giải cứu như kiểu này. Các khẩu súng tấn công Heckler & Koch G3 được sử dụng bị nhiều chuyên gia coi là không đủ khoảng cách hoạt động cho tầm bắn của các tay súng. G3, súng tiêu chuẩn của Bundeswehr ở thời điểm đó có nòng súng 20 inch (510 mm); ở các khoảng cách các tay súng phải bắn, nòng súng đảm bảo chính xác phải là 27 inch (690 mm). Không tay súng bắn tỉa nào được trang bị ống ngắm hồng ngoại hay ống ngắm xa. Ngoài ra, không ai được trang bị mũ sắt hay áo chống đạn. Không có xe bọc thép nào tại Fürstenfeldbruck, và chúng chỉ được gọi tới sau khi vụ đấu súng đã diễn ra.
Cũng có rất nhiều sai lầm về chiến thuật. Như đã đề cập ở trên, "Tay súng số 2", nằm phía sau tháp tín hiệu, thẳng với đường bắn của các đồng đội trên tháp điều khiển, mà không có thiết bị bảo vệ và các cảnh sát khác cũng không biết về vị trí của anh ta. Vì thế, "Tay súng số 2" đã không bắn một phát nào cho tới gần cuối cuộc đấu súng, khi kẻ bắt con tin Khalid Jawad tìm cách bỏ chạy bộ qua trước anh ta. "Tay súng số 2" đã tiêu diệt tên này nhưng lại bị thương nặng bởi đạn từ một cảnh sát, người không hề biết rằng mình đang nổ súng vào đồng đội. Một trong các phi công trực thăng, Gunnar Ebel, nằm cạnh "Tay súng số 2" và cũng bị thương do đồng đội bắn nhầm. Cả Ebel và tay súng bắn tỉa đều bình phục.
Không sĩ quan cảnh sát nào được giao đóng giả phi hành đoàn chiếc Boeing 727 bị truy tố hay khiển trách vì bỏ vị trí. Nhiều sĩ quan cảnh sát và biên phòng được tiếp xúc phỏng vấn bởi đội phóng viên thực hiện chương trình One Day in September đã bị đe dọa sẽ mất các chế độ hưu trí nếu nói chuyện với đoàn làm phim. Nhiều sai lầm của người Đức trong chiến dịch giải cứu sau này đã được Heinz Hohensinn liệt kê chi tiết, ông đã tham gia vào chiến dịch, nhưng nghỉ hưu sớm và không có chế độ hưu trí gì để mất.

## Hậu quả
Thi thể của năm kẻ sát nhân người Palestine — Afif, Nazzal, Chic Thaa, Hamid và Jawad — bị giết trong trận đấu súng tại Fürstenfeldbruck được chuyển về Lybia, nơi họ được tổ chức tang lễ như những anh hùng và được chôn cất với đầy đủ các nghi lễ danh dự của quân đội. Ngày 8 tháng 9, các máy bay của Israel đã đánh bom mười trại của PLO tại Syria và Liban để trả đũa cho vụ thảm sát. Tới 200 người đã bị thiệt mạng.
Ngày 29 tháng 9, những kẻ không tặc một chiếc máy bay phản lực chở khách của hãng Lufthansa Tây Đức đã yêu cầu thả ba tay súng còn sống sót, những kẻ bị bắt giữ sau vụ đấu súng tại Fürstenfeldbruck và đang bị giam giữ chờ xét xử. Safady và hai anh em Al-Gashey lập tức được Tây Đức thả, và được chào đón ầm ỹ khi về tới Libya và (như trong phim One Day in September) và kể lại chi tiết về chiến dịch của mình tại một cuộc họp báo được truyền đi khắp thế giới.
Vụ thảm sát đã lập tức khiến nhiều quốc gia châu Âu thành lập các lực lượng chống khủng bố chuyên nghiệp và thường trực, hay tổ chức lại những đơn vị đã có cho mục đích đó. Vụ thảm sát cũng khiến các công ty thiết kế và sản xuất vũ khí tạo ra những kiểu vũ khí mới thích hợp hơn cho mục đích chống khủng bố.

### Ảnh hưởng tới sự kiện
Ngay sau vụ bắt giữ con tin, cuộc thi đấu lần đầu tiên bị ngừng lại trong lịch sử Olympic hiện đại. Ngày 6 tháng 10, một cuộc tưởng niệm với sự tham dự của 80,000 người cùng 3,000 vận động viên đã được tổ chức tại Olympic Stadium. Chủ tịch IOC Avery Brundage không hề đề cập tới các vận động viên đã bị giết hại trong một bài phát biểu ca ngợi sức mạnh của phong trào Olympic và so sánh vụ tấn công vào các vận động viên Israel với những tranh cãi mới diễn ra về sự vi phạm vào tính chuyên nghiệp và việc không cho phép Rhodesia tham gia Olympic khiến thính giả la ó. Gia đình các nạn nhân có các đại diện gồm vợ góa của Andre Spitzer là Ankie, mẹ của Moshe Weinberg và một người anh/em họ của Weinberg, Carmel Eliash. Trong buổi lễ tưởng niệm, Eliash đã ngã khụy và chết vì bệnh tim.
Nhiều người trong số 80,000 người trong Olympic Stadium chờ đợi theo dõi trận bóng đá giữa Tây Đức và Hungary mang theo nhiều vật dụng ầm ỹ và vẫy cờ, nhưng khi nhiều khán giả giăng biểu ngữ có dòng chữ "17 cái chết, đã lãng quên sao?" các nhân viên an ninh đã thu biểu ngữ và trục xuất những người mang nó ra khỏi sân. Trong buổi lễ tưởng niệm, lá cờ Olympic được treo rủ, cùng với những lá cờ của hầu hết các quốc gia tham dự theo yêu cầu của Willy Brandt. Mười quốc gia Ả rập từ chối hạ cờ để vinh danh những người Israel đã bị giết hại; những lá cờ của họ được đưa về vị trí cũ hầu như ngay lập tức.
Willi Daume, chủ tịch ủy ban tổ chức Munich, ban đầu tìm cách hủy bỏ phần còn lại của Olympic, nhưng vào buổi chiều Brundage và những người khác muốn sự kiện được tiếp tục đã thắng thế, nói rằng họ không thể để vụ việc cản trở Olympic. Brundage tuyên bố "Olympic phải tiếp tục, và chúng ta phải làm như vậy ... và chúng ta phải tiếp tục những nỗ lực của mình nhằm giữ nó trong sạch, tinh khiết và chân thật." Quyết định này được chính phủ Israel và trưởng đoàn Olympic Israel Shmuel Lalkin đồng ý.
Ngày 6 tháng 9, sau lễ tưởng niệm, các thành viên còn lại của đội tuyển Israel rút khỏi Olympic và rời Munich. Tất cả các vận động viên người Do thái đều được bảo vệ chặt chẽ. Mark Spitz, ngôi sao bơi lội người Mỹ đã hoàn thành các cuộc thi của mình, rời Munich trong vụ khủng hoảng con tin (mọi người sợ rằng vì là một người Do thái nổi tiếng, Spitz có thể trở thành mục tiêu bắt cóc). Đội tuyển Ai Cập rời Olympic ngày 7 tháng 9, tuyên bố rằng họ sợ bị trả đũa. Các đội tuyển Philippine và Algeria cũng rời khỏi Olympic, tương tự là một số thành viên của đội tuyển Hà Lan và Na Uy. Vận động viên chạy marathon người Mỹ Kenny Moore, người đã tường thuật về vụ việc cho Sports Illustrated, đã trích dẫn lời vận động viên chạy người Hà Lan Jos Hermens nói "Khá là đơn giản. Chúng ta đã được mời tới một bữa tiệc, và nếu ai đó đến bữa tiệc và bắn mọi người, làm sao bạn có thể ở lại?" Nhiều vận động viên, bàng hoàng trước thảm kịch, cũng cảm thấy nhiệt tình thi đấu đã biến mất, dù vẫn ở lại.
Bốn năm sau tại Olympics mùa hè năm 1976 ở Montreal, đội tuyển Israel đã tưởng niệm vụ thảm sát: khi đi vào sân vận động ở lễ khai mạc, lá cờ quốc gia Israel đã được treo một dải băng đen.
Gia đình của một số nạn nhân đã yêu cầu IOC thành lập một lễ tưởng niệm thường trực cho các vận động viên. IOC đã từ chối, nói rằng việc ám chỉ trực tiếp tới các nạn nhân có thể "khiến các thành viên khác của cộng đồng Olympic cảm thấy xa lãnh," theo BBC. Alex Gilady, motọ quan chức IOC người Israel, đã nói với BBC: "Chúng ta phải xem xét việc đó sẽ ảnh hưởng thế nào tới các thành viên của các đoàn có thái độ thù địch với Israel." IOC đã từ chối một chiến dịch quốc tế ủng hộ cho một phút im lặng tại lễ khai mạc Olympics London năm 2012 để vinh danh các nạn nhân Israel nhân kỷ niệm bốn mươi năm ngày diễn ra vụ thảm sát.
Có một đài tưởng niệm bên ngoài sân vận động Olympic tại Munich dưới hình thức một tấm bảng đá tại cây cầu nối sân vận động với làng Olympic cũ. Cũng có một tấm bảng tưởng niệm những nạn nhân bên ngoài cửa trước nơi ở cũ của họ tại 31 Connollystraße. Ngày 15 tháng 10 năm 1999 (gần một năm trước Olympics Sydney năm 2000), một tấm bảng tưởng niệm được khai trương tại một trong những tháp đèn lớn nhất (Tháp 14) bên ngoài sân vận động Olympic Sydney.

### Trả đũa của Israel
Golda Meir và Ủy bản Quốc phòng Israel đã ra lệnh cho Mossad truy tìm và tiêu diệt những người bị cho là chịu trách nhiệm về vụ thảm sát Munich, một tuyên bố đã bị Zvi Zamir, người miêu tả phi vụ như là "chấm dứt kiểu khủng bố đã xảy ra" (tại châu Âu), bác bỏ. Để thực hiện điều này Mossad đã lập ra một số đội đặc biệt để định vị và tiêu diệt các fedayeen đó, với sự hỗ trợ của các văn phòng của tổ chức này tại châu Âu.
Trong một cuộc phỏng vấn tháng 2 năm 2006, cựu lãnh đạo Mossad Zvi Zamir đã trả lời các câu hỏi trực tiếp:
Liệu không có yếu tố trả thù trong quyết định đưa ra hành động chống lại những kẻ khủng bố?
"Không. Chúng tôi không thực hiện hành động trả thù. Chúng tôi đã bị buộc tội hành động theo ham muốn báo thù. Điều đó vô nghĩa. Điều chúng tôi đã làm là để ngăn chặn một cách chắc chắn (hành động tương tự) trong tương lai. Chúng tôi hành động chống lại những kẻ cho rằng họ có thể tiếp tục thực hiện các hành động khủng bố. Tôi không nói rằng những kẻ có liên quan tới vụ thảm sát Munich không đáng chết. Chúng hoàn toàn đáng chết. Nhưng chúng tôi không làm việc với quá khứ; chúng tôi tập trung vào tương lai."
Ông đã không nhận được một chỉ đạo trực tiếp từ Golda Meir trong thời gian đó về việc 'trả thù những kẻ chịu trách nhiệm vụ Munich?
"Golda ghê tởm sự cần thiết khiến chúng tôi phải tiến hành những chiến dịch đó. Golda không bao giờ nói với tôi 'thực hiện trả thù những kẻ chịu trách nhiệm vụ Munich.' Không ai nói với tôi điều đó."

Phi vụ của Israel sau này được gọi là Chiến dịch sự phẫn nộ của Chúa trời hay Mivtza Za'am Ha'El. Reeve trích dẫn lời Tướng Aharon Yariv — người, ông viết, là người chỉ đạo chung của chiến dịch — nói rằng sau vụ Munich chính phủ Israel cảm thấy họ không có lựa chọn nào khác mà chỉ đòi hỏi công lý.
Chúng tôi không có lựa chọn. Chúng tôi phải khiến chúng dừng lại, và không có con đường nào khác  ... chúng tôi không cảm thấy tự hào về nó. Nhưng đó là một câu hỏi về tính cần thiết tuyệt đối. Chúng tôi quay trở lại với nguyên tắc của cựu ước một mắt đổi một mắt  ... Tôi tiếp cận những vấn đề đó không chỉ từ một quan điểm đạo đức, mà, có thể là khắc nghiệt, từ một quan điểm về chi phí và lợi ích. Nếu tôi là một người rất cứng đầu, tôi có thể nói vậy, lợi ích chính trị nào sẽ có được từ việc giết người này? Liệu nó có mang hòa bình tới gần hơn cho chúng tôi không? Liệu nó sẽ giúp chúng tôi hiểu hơn về người Palestine hay không? Trong hầu hết trường hợp tôi không nghĩ câu trả lời là có. Nhưng trong trường hợp Tháng 9 Đen chúng tôi không có lựa chọn nào khác và nó đã có tác dụng. Nó chấp nhận được về mặt đạo đức không ư? Một người có thể tranh cãi về vấn đề đó. Nó có quan trọng về chính trị không? Có.

Benny Morris viết rằng một danh sách mục tiêu đã được lập ra từ các thông tin có được từ những nhân vật PLO "quay đầu" và các cơ quan tình báo đồng minh ở châu Âu. Khi danh sách đã xong, một làn sóng những vụ ám sát nhằm vào các nhân vật Tháng 9 Đen bị tình nghi bắt đầu trên khắp châu Âu.
Ngày 9 tháng 4 năm 1973, Israel tung ra Chiến dịch mùa xuân tuổi trẻ, một chiến dịch kết hợp giữa Mossad và IDF tại Beirut. Các mục tiêu gồm Mohammad Yusuf al-Najjar (Abu Yusuf), lãnh đạo nhánh tình báo của Fatah, điều hành Tháng 9 Đen, theo Morris; Kamal Adwan, người lãnh đạo cái gọi là Khu vực phía Tây của PLO, điều hành hoạt động của PLO bên trong Israel; và Kamal Nassir, người phát ngôn của PLO. Một nhóm biệt kích Sayeret được đưa lên 9 tàu tên lửa và một hạm đội nhỏ tàu tuần tra tới một bãi biển vắng người tại Liban, trước khi được đưa bằng hai chiếc xe vào khu trung tâm Beirut, nơi họ tiêu diệt Najjar, Adwan và Nassir. Hai nhóm lính biệt kích khác làm nổ tung trụ sở của PFLP tại Beirut và một xưởng chế tạo bom của Fatah. Lãnh đạo nhóm biệt kích tiến hành các chiến dịch đó là Ehud Barak.
Ngày 21 tháng 7 năm 1973, trong cái gọi là vụ Lillehammer, một đội điệp viên Mossad đã giết nhầm Ahmed Bouchiki, một người Maroc không liên quan tới vụ tấn công ở Munich, tại Lillehammer, Na Uy, sau khi một nguồn tin thông báo nhầm Bouchiki là Ali Hassan Salameh, lãnh đạo Force 17 và là một lãnh đạo của Tháng 9 Đen. Năm điệp viên Mossad, gồm hai nữ, bị chính quyền Na Uy bắt giữ, trong khi những người khác đào thoát thành công. Năm người bị kết tội giết người và bị tống giam, nhưng đã được thả và cho quay về Israel năm 1975. Sau này Mossad phát hiện Ali Hassan Salameh tại Beirut và giết ông ta ngày 22 tháng 1 năm 1979 bằng một vụ đánh bom xe điều khiển từ xa. Vụ tấn công làm thiệt mạng bốn người đi ngang qua và làm bị thương 18 người khác. Theo sĩ quan CIA Duane "Dewey" Claridge, lãnh đạo chiến dịch của Phái bộ cận Đông CIA từ năm 1975 tới năm 1978, vào giữa năm 1976, Salameh đã đề nghị giúp đỡ và bảo vệ người Mỹ với lời đảm bảo của Arafat trong vụ rút đại sứ quán Mỹ khỏi Beirut để tránh tình trạng hỗn loạn ngày càng tăng trong cuộc nội chiến Liban. Có một cảm giác chung rằng không thể tin cậy người Mỹ. Tuy nhiên, tình trạng hợp tác bất thần chấm dứt sau vụ ám sát Salameh. Người Mỹ nói chung bị lên án là bên trợ giúp chính cho Israel.
Simon Reeve viết rằng các chiến dịch của Israel còn tiếp tục trong hơn 20 năm nữa. Ông liệt kê các vụ ám sát tại Paris năm 1992 nhằm vào Atef Bseiso, lãnh đạo tình báo của PLO, và nói rằng một vị tướng Israel đã xác nhận có một sự liên quan tới vụ Munich. Reeve cũng viết rằng tuy các quan chức Israel đã phát biểu Chiến dịch sự phẫn nộ của Chúa trời được dự định là sự trả thù chính xác cho những gia đình các vận động viên thiệt mạng trong vụ Munich, "ít người thân của họ muốn một sự bạo lực như thế với những người Palestine." Reeve nói rằng thay vào đó các gia đình nạn nhân muốn biết sự thực những sự kiện bao quanh vụ khủng bố Munich. Reeve vạch ra những điều ông ta coi là một sự che đậy từ lâu của chính quyền Đức nhằm dấu đi sự thực. Sau 20 năm đấu tranh với chính quyền Đức, các gia đình nạn nhân, dẫn đầu là Ankie Spitzer và Ilana Romano (hai góa phụ của huấn luyện viên đấu kiếm Andre và vận động viên cử tạ Yossef), đã yêu cầu những tài liệu chính thức chứng minh mức độ của sự che giấu. Sau một cuộc chiến pháp lý dài dằng dẵng, năm 2004 các gia đình nạn nhân vụ Munich đã đạt được một thỏa thuận dàn xếp trị giá €3 triệu với chính phủ Đức.

### Nghi ngờ về sự che giấu của Đức
Một bài báo trang nhất của tạp chí Đức Der Spiegel đa thông báo rằng đa số thông tin liên quan tới việc xử lý kém vụ thảm sát đã bị chính quyền Đức che giấu trong những thập kỷ qua. Trong 20 năm, Đức đã từ chối đưa ra bất kỳ thông tin nào về vụ tấn công và đã không nhận trách nhiệm vụ việc. Tờ tạp chí cho biết rằng chính phủ đã che giấu 3,808 hồ sơ, với hàng chục nghìn tài liệu. Der Spiegel nói họ có được những bản báo cáo mật của chính quyền, các điện tín của sứ quán, và nhiều biên bản cuộc họp nội các cho thấy sự kém chuyên nghiệp của các quan chức Đức trong việc xử lý vụ thảm sát. Tờ báo cũng viết rằng chính quyền Đức đã được thông báo rằng người Palestine đã đang lên kế hoạch một "vụ việc" tại Olympics ba tuần trước khi vụ thảm sát xảy ra nhưng đã không thực hiện những biện pháp an ninh cần thiết, và những sự thực đó đã bị che giấu khỏi các tài liệu chính thức của chính phủ Đức.
Tháng 8 năm 2012, Der Spiegel thông báo rằng sau vụ thảm sát, Đức bắt đầu các cuộc gặp bí mật với Tháng 9 Đen, với chỉ thị của chính phủ Đức, vì e ngại rằng Tháng 9 Đen có thể tiến hành những vụ tấn công khủng bố khác tại Đức. Chính phủ đã đề xuất một cuộc gặp bí mật giữa Ngoại trưởng Đức Walter Scheel và một thành viên của Tháng 9 Đen để tạo ra một "cơ sở tin cậy mới." Đổi lại với một vị thế chính trị cho Tổ chức Giải phóng Palestine, PLO sẽ ngừng các vụ tấn công khủng bố trên lãnh thổ Đức. Khi cảnh sát Pháp bắt giữ Abu Daoud, một trong những kẻ tổ chức hàng đầu của vụ thảm sát Munich và yêu cầu dẫn độ hắn về Đức, bộ trưởng tư pháp Đức Alfred Seidl đã đề xuất Đức không nên đưa ra hành động nào, khiến Pháp phải thả Abu Daoud và chế độ Assad đã cho hắn cư trú tới khi chết trong một bệnh viện tại Damascus năm 2010.

## Những tay súng còn sống sót
Hai trong ba tay súng còn sống sót, Mohammed Safady và Adnan Al-Gashey, được cho là đã bị Mossad tiêu diệt như một phần của Chiến dịch sự phẫn nộ của Chúa trời. Al-Gashey được cho là đã bị định vị sau khi liên hệ với một người anh/em họ tại một quốc gia vùng Vịnh, và Safady đã bị phát hiện vì vẫn giữ liên hệ với gia đình tại Liban. Lời tường thuật này đã bị nghi ngờ trong một cuốn sách của Aaron Klein, người cho rằng Al-Gashey đã chết vì bệnh tim trong thập kỷ 1970, và rằng Safady hoặc bị những người Phalangists Thiên chúa giáo giết tại Liban trong những năm đầu thập kỷ 1980, hoặc, theo một quan chức PLO thân cận với Safady, vẫn còn sống (ở thời điểm năm 2005).

### Jamal Al-Gashey
Một quan điểm được nhiều người chấp nhận là Jamal Al-Gashey là tay súng duy nhất còn sống sót, ở thời điểm năm 2012, trốn tránh tại Bắc Phi hay tại Syria, vì vẫn sợ bị Israel báo thù. Ông ta là tay súng còn sống duy nhất đồng ý tham gia phỏng vấn từ năm 1972, và đã thực hiện một cuộc phỏng vấn năm 1992 với một tờ báo Palestine, và đã xuất hiện một thời gian ngắn năm 1999 để tham gia vào cuộc phỏng vấn cho bộ phim One Day in September, trong đó ông cải trang và khuôn mặt bị làm mờ.

### Abu Daoud
Trong số những người bị nghi ngờ tham gia lên kế hoạch vụ thảm sát, chỉ Abu Daoud, người tuyên bố vụ thảm sát là ý tưởng của mình, được biết đã chết vì những lý do tự nhiên. Những tài liệu lịch sử được mật vụ Đức cung cấp cho Der Spiegel cho thấy rằng cảnh sát Dortmund đã biết về sự hợp tác giữa Abu Daoud và nhận vật Phát xít mới Willi Pohl bảy tuần trước vụ tấn công. Tháng 1 năm 1977, Abu Daoud bị cảnh sát Pháp chặn ở Paris khi đang trên đường từ Beirut dưới một cái tên giả. Dưới sự phản đối của PLO, Iraq, và Libya, với lý lẽ rằng Abu Daoud đang đi tới lễ tang một nhân vật trong PLO nên ông ta phải được nhận quyền miễn trừ ngoại giao, chính phủ Pháp đã từ chối một yêu cầu dẫn độ của Tây Đức với lý do những thủ tục đã không được tiến hành một cách chính xác, và đưa ông ta lên một máy bay tới Algeria trước khi Đức có thể nộp một yêu cầu dẫn độ khác. Ngày 27 tháng 7 năm 1981, ông ta đã bị bắn 5 lần từ khoảng cách khoảng hai mét trong một quán cà phê thuộc khách sạn Warsaw Victoria (hiện là Sofitel) nhưng sống sót sau vụ tấn công, đuổi theo kẻ đã bắn mình ra tới cửa quán cà phê trước khi ngã gục;
Abu Daoud được phép di chuyển tự do qua Israel năm 1996 để ông ta có thể tham gia một cuộc họp của PLO được tổ chức tại Dải Gaza cho mục đích bãi bỏ một điều khoản trong hiến chương của tổ chức này kêu gọi xóa bỏ nhà nước Israel. Trong tự truyện của mình, From Jerusalem to Munich, lần đầu được xuất bản tại Pháp năm 1999, và sau này trong một cuộc phỏng vấn với Sports Illustrated, Abu Daoud đã viết rằng nguồn tiền cho vụ Munich đã được cung cấp bởi Mahmoud Abbas, Chủ tịch PLO từ 11 tháng 11 năm 2004 và Chủ tịch của Chính quyền Quốc gia Palestine từ 15 tháng 1 năm 2005.
Dù ông ta tuyên bố mình không biết tiền sẽ được chi vào đâu, từ lâu quan chức Fatah là Mahmoud Abbas, còn gọi là Abu Mazen, chịu trách nhiệm cung cấp tài chính cho vụ tấn công tại Munich.
Abu Daoud tin rằng nếu người Israel biết rằng Mahmoud Abbas là người cung cấp tài chính cho chiến dịch, thỏa thuận Oslo năm 1993 sẽ không thể đạt được, trong đó Mahmoud Abbas xuất hiện trong tấm ảnh tại Nhà Trắng.
Abu Daoud, người sống với vợ bằng lương bổng do Chính quyền Palestine cung cấp, nói rằng "chiến dịch Munich đã được sự tán thành của Arafat," dù Arafat không liên quan tới việc lập kế hoạch hay tiến hành vụ tấn công." Trong tự truyện của mình, Abu Daoud viết rằng Arafat đã tiễn đội đi thực hiện phi vụ với những lời "Chúa trời bảo vệ các bạn."
Ankie Spitzer, quả phụ của huấn luyện viên đấu kiếm Andre, đã từ chối nhiều lời đề nghị gặp gỡ với Abu Daoud, nói rằng nơi duy nhất bà muốn gặp ông ta là ở trong phòng tòa án. Theo Spitzer, "Ông ta (Abu Daoud) đã không phải trả giá cho việc mình làm." Năm 2006 trong khi bộ phim Munich của Steven Spielberg được công chiếu, Der Spiegel đã phỏng vấn Abu Daoud về vụ thảm sát Munich. Ông ta được trích dẫn đã nói: "Tôi không hối tiếc điều gì. Bạn chỉ có thể tưởng tượng ra việc tôi sẽ xin lỗi."
Ông ta chết ngày 3 tháng 7 năm 2010 tại Damascus, Syria, vì suy thận ở tuổi 73.

## Danh sách thương vong
Bị bắn trong vụ tấn công đầu tiên
- Moshe Weinberg (huấn luyện viên vật)
- Yossef Romano (vận động viên cử tạ)

Bị bắn và chết do lựu đạn trong chiếc trực thăng D-HAQO
D-HAQO là chiếc trực thăng ở phía đông.
Theo thứ tự ngồi, từ trái sang phải:
- Ze'ev Friedman (vận động viên cử tạ)
- David Berger (vận động viên cử tạ)
- Yakov Springer (trọng tài môn cử tạ)
- Eliezer Halfin (đô vật)

Bị bắn trong trực thăng D-HAQU
D-HAQU là chiếc trực thăng ở phía tây.
Theo thứ tự ngồi, từ trái sang phải:
- Yossef Gutfreund (trọng tài môn vật)
- Kehat Shorr (huấn luyện viên bắn súng)
- Mark Slavin (đô vật)
- Andre Spitzer (huấn luyện viên đấu kiếm)
- Amitzur Shapira (huấn luyện viên điền kinh)

Bị bắn trên sân bay
- Anton Fliegerbauer (Sĩ quan cảnh sát Đức)

Những người Palestine bị cảnh sát Đức tiêu diệt
- Luttif Afif (Issa)
- Yusuf Nazzal (Tony)
- Afif Ahmed Hamid (Paolo)
- Khalid Jawad (Salah)
- Ahmed Chic Thaa (Abu Halla)

## Tưởng niệm

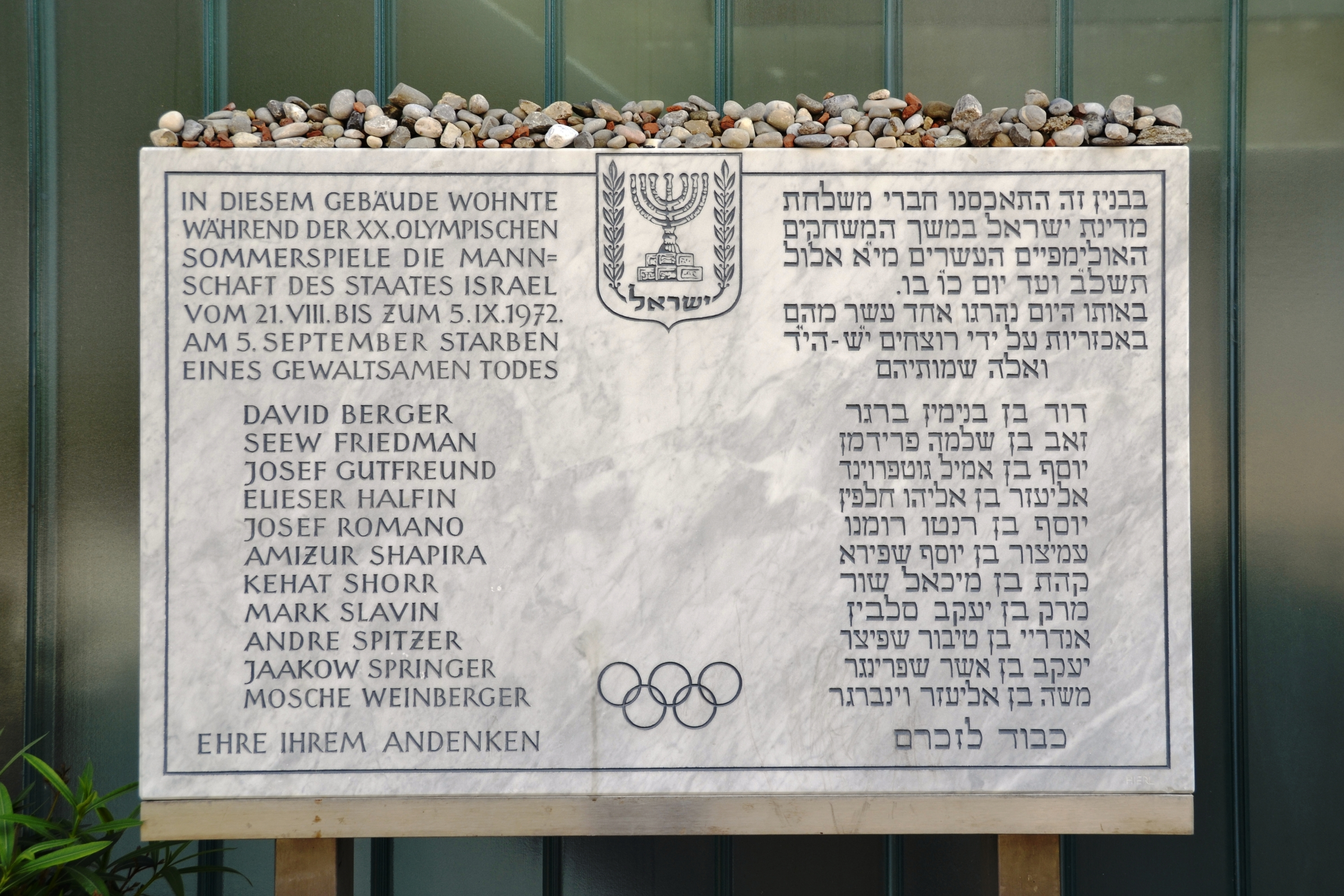
Bảng tượng niệm ở trước khu nhà ở của các vận động viên Israel. Dòng chữ, viết bằng tiếng Đức và Hebrew, có nghĩa:"Đội tuyển Quốc gia Israel ở tòa nhà này tại Olympic mùa hè từ 21 tháng 8 tới 5 tháng 9 năm 1972. Ngày 5 tháng 9 [danh sách các nạn nhân] đã có một cái chết dữ dội. Vinh quang cho sự tưởng niệm dành cho họ."

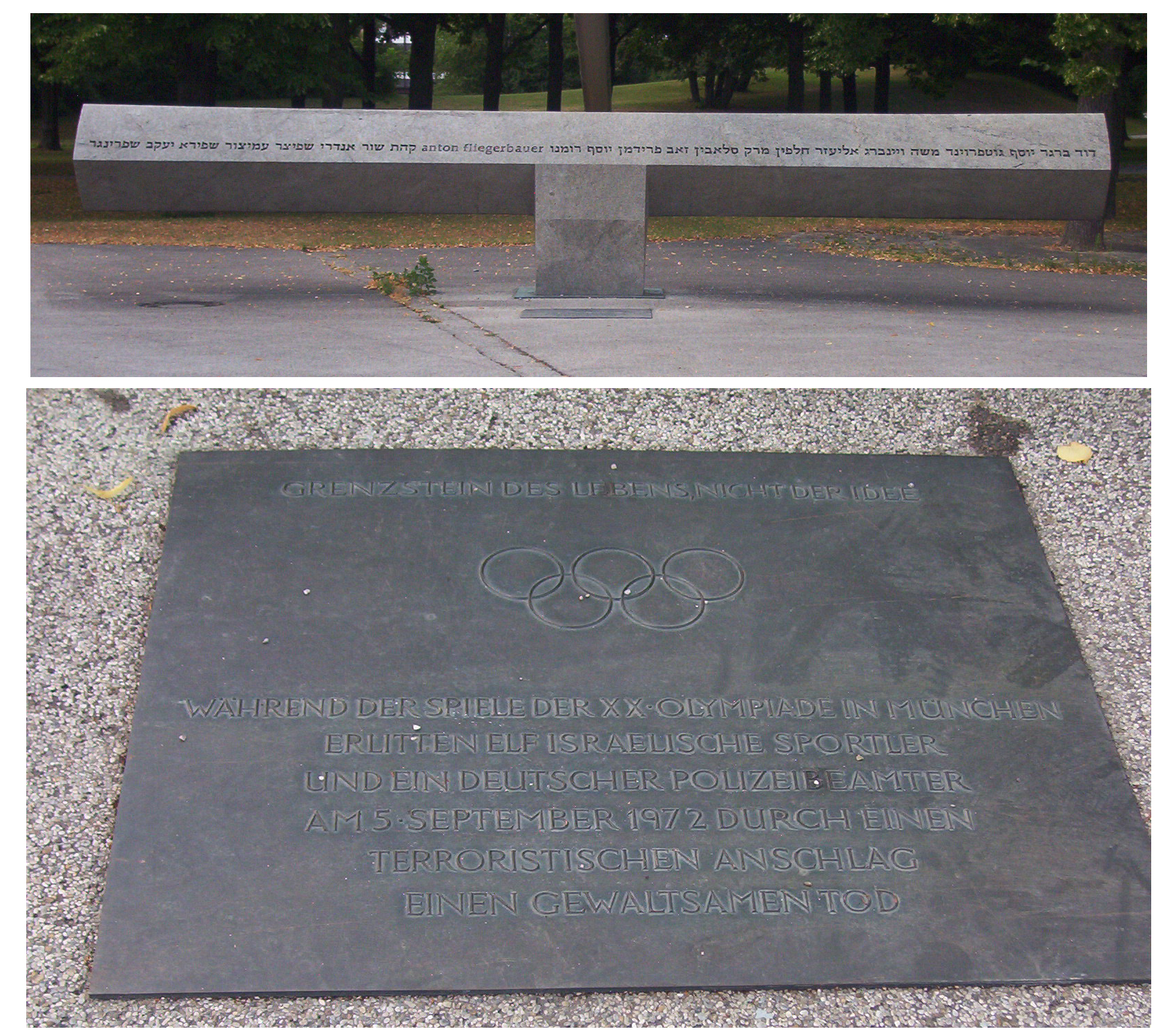
Tấm bảng tưởng niệm các nạn nhân vụ tấn công phía ngoài Munich Olympic Park
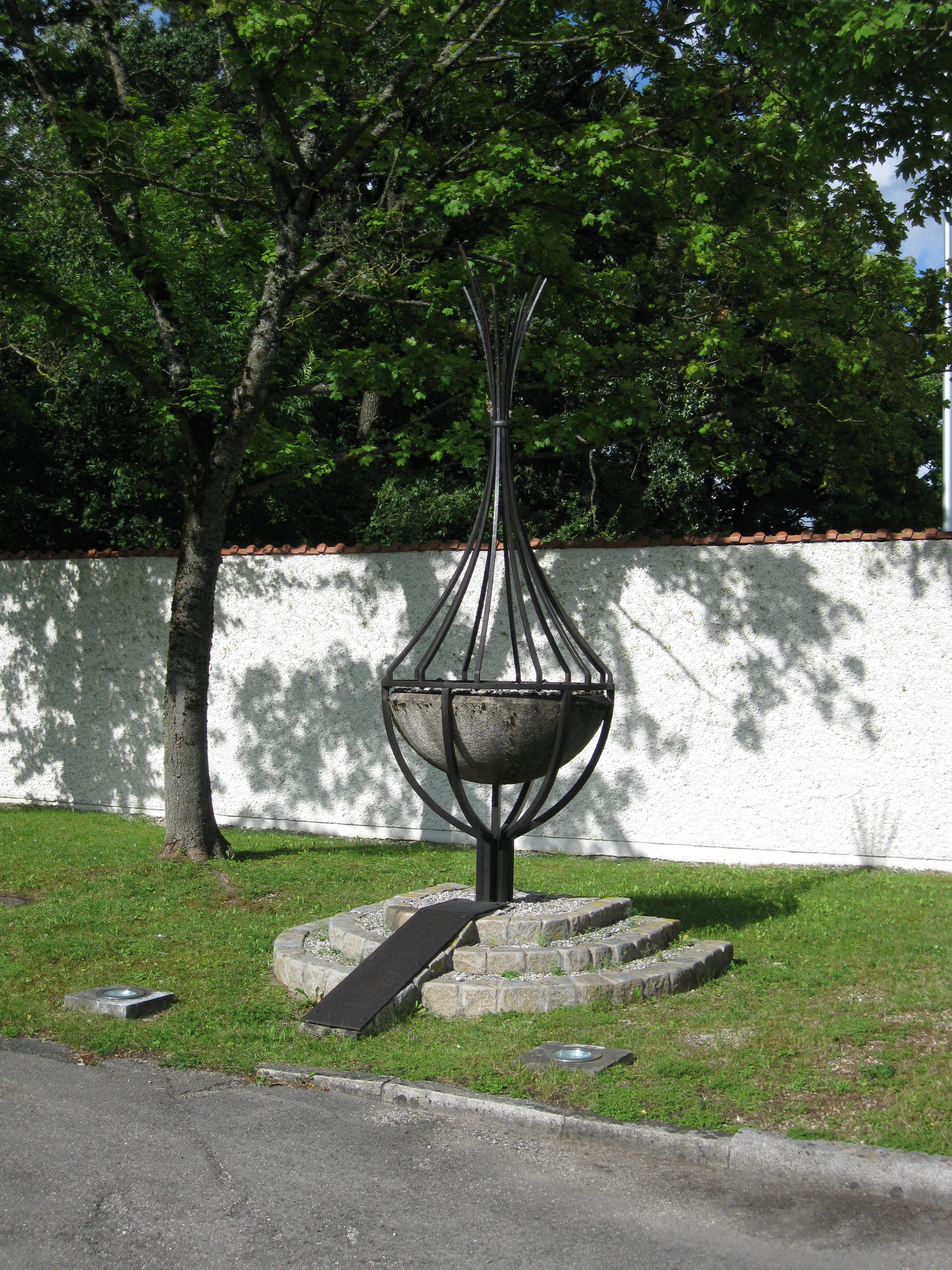
Tưởng niệm các vận động viên thiệt mạng ở trước sân bay Fürstenfeldbruck. Có khắc tên các nạn nhân.
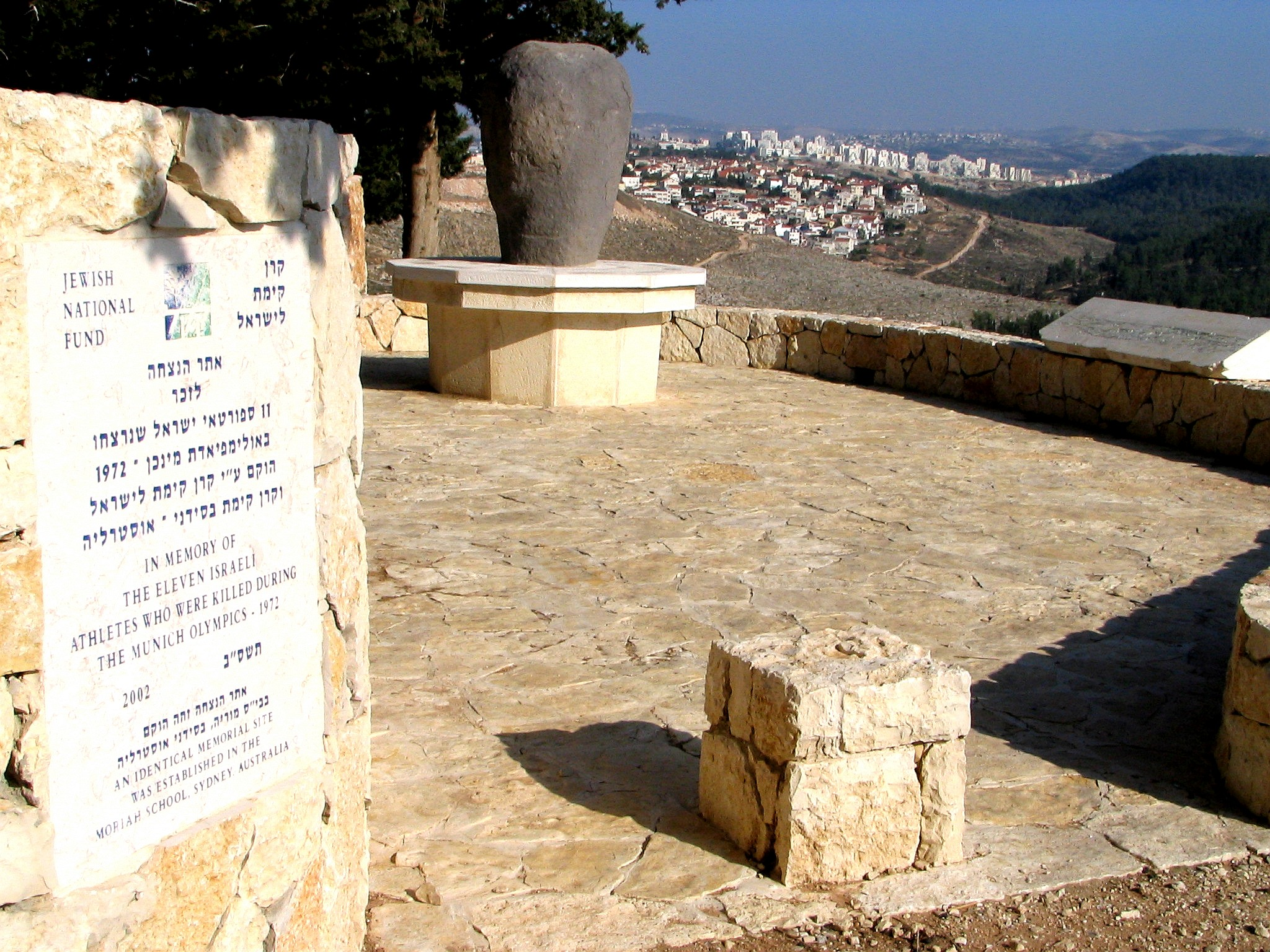
Địa điểm tưởng niệm tại rừng Ben Shemen ở Israel

## Truyền thông
- 1972, của Sarah Morris
- Munich
- Munich: Mossad's Revenge
- One Day in September
- National Geographic Seconds From Disaster episodes
- Sword of Gideon

## Phim
- 21 Hours at Munich (1976) trên Internet Movie Database
- Munich (2005) trên Internet Movie Database
- Munich: Mossad's Revenge (2006) trên Internet Movie Database
- One Day in September (1999) trên Internet Movie Database
- Sword of Gideon (1986) trên Internet Movie Database